# Gare de Taulé - Henvic
 (mai 2020).
Si vous disposez d'ouvrages ou d'articles de référence ou si vous connaissez des sites web de qualité traitant du thème abordé ici, merci de compléter l'article en donnant les références utiles à sa vérifiabilité et en les liant à la section « Notes et références ».
La  gare de Taulé - Henvic est une ancienne gare ferroviaire française de la ligne de Morlaix à Roscoff, située sur la commune de Taulé, à proximité d'Henvic, dans le département du Finistère, en région Bretagne.
Elle est mise en service en 1883 par la compagnie des chemins de fer de l'Ouest.
C'est une ancienne halte voyageurs de la Société nationale des chemins de fer français (SNCF), desservie jusqu'en 1981 par des trains de voyageurs, circulant entre Morlaix et Roscoff.
Bien que située sur la commune de Taulé, la gare de Taulé - Henvic portait ce nom car elle était située à mi-chemin entre Taulé et Henvic afin de la différencier avec la halte de Bel-Air situé à l'entrée Est du bourg de Taulé.

## Situation ferroviaire
Établie à 70 mètres d'altitude, l'ancienne gare de Taulé est située au point kilométrique (PK) 9.026 de la ligne de Morlaix à Roscoff, entre les gares de Morlaix et Roscoff.

### Desserte
La gare de Taulé - Henvic est desservie jusqu'en 1981[Information douteuse] par des trains voyageurs qui circulent sur la ligne de Morlaix à Roscoff, entre la gare de Morlaix et la gare de Roscoff.
Depuis l'endommagement de la ligne par des inondations le 3 juin 2018, le trafic est suspendu. Cependant, lors des inondations le 3 juin 2018, le TER venant de Roscoff a été contraint de faire demi-tour à partir de Sainte-Sève et de s’arrêter en gare de Taulé-Henvic. La présence de l'ancien quai a facilité le transfert des passagers par autocar.
Bien qu'il n'ait plus d'utilité pour le service ferroviaire, l'ancien bâtiment voyageurs d'origine datant du XIXe siècle, existe toujours et est aujourd'hui une maison privée.